# Pierre de Palerme
La pierre de Palerme est une stèle gravée constituée de plusieurs fragments et qui constituent un document historique et archéologique conservant une partie des annales royales de la fin de la période prédynastique à la Ve dynastie de l'Ancien Empire égyptien ; une autre pierre nommée « pierre de Saqqarah Sud » enregistre quant à elle une partie des annales royales de la VIe dynastie. Le plus ancien découvert, le plus lisible et l'un des deux plus gros des sept fragments, conservé au Musée archéologique régional Antonino-Salinas de Palerme, a donné le nom à la stèle. Bien qu'aucune étude n'ait été faite pour déterminer sa nature exacte, la pierre est probablement constituée de basalte.

## Découverte et études de la pierre

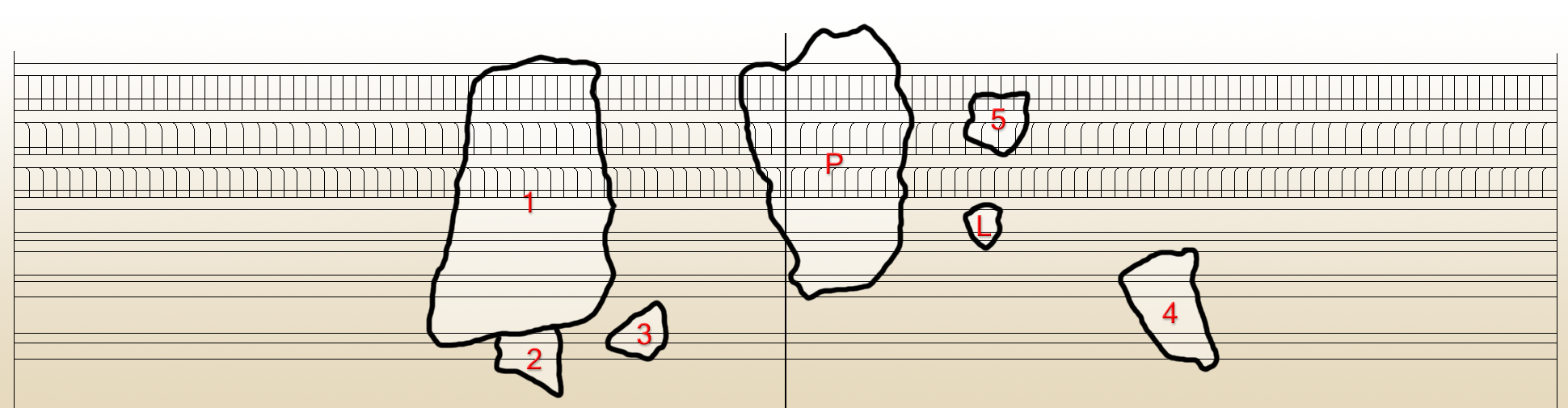
Essai de reconstruction de la stèle des Annales royales d'Égypte et lieux de conservation des sept fragments subsistants. P est le fragment de Palerme, 1-5 sont les fragments du Caire, L est le fragment de Londres.

La stèle est aujourd'hui très fragmentaire, elle est composée de sept fragments, deux de grande taille et cinq plus petits, nommés selon le lieu où chacun est conservé. Il y a un débat pour savoir si ces différents fragments faisaient partie initialement d'une seule et même stèle, ou non. Plus de treize études principales ont été entreprises sur les fragments de la stèle, la majorité portant sur celui de Palerme. Il est à noter que l'authenticité de certains de ces fragments a été questionnée, mais la majorité des chercheurs considèrent ces fragments authentiques,.
Le plus ancien fragment découvert et l'un des deux principaux, situé au Musée archéologique régional Antonino-Salinas (ce qui lui a donné son nom), mesure 43,5 cm de haut, 25 cm de large et a une épaisseur variant de 5,1 à 6,5 cm. Il a été acquis aux alentours de 1859 par Ferdinando Guidano, un avocat sicilien, ou son père. Le fragment a par la suite été donné au musée de Palerme le 19 octobre 1877. La pierre a été pour la première fois déchiffrée en 1895 par le savant genevois Henri Édouard Naville, qui, visitant le musée de Palerme, a reconnu sa signification. La première publication sur la pierre de Palerme a été faite en 1902 par Johann Heinrich Schäfer.
Le second fragment principal, le fragment I du Caire, mesure 42 cm de haut (bien que la face visible du verso soit de seulement 36 cm de haut à cause d'une cassure), 26 cm de large et a une épaisseur variant de 6 à 6,5 cm. Il semble que le fragment ait servi de seuil de porte pendant un certain temps, la surface de fragment est en effet significativement abrasée, la partie encore lisible se réduisant au tiers haut du recto et à la moitié haute du verso. Le fragment a été acquis en 1910 par Émile Brugsch, le conservateur du Musée égyptien du Caire, sur le marché des antiquités local, a acquis le numéro d'inventaire 44859 et était dit provenir d'Al-Minya, bien qu'il ne soit pas certain que ce soit le lieu où a été dressée initialement la pierre. La première étude date de 1914 : Gaston Maspero, le directeur du Musée égyptien du Caire, avait en effet confié l'étude et la publication à l'égyptologue Henri Gauthier.
Le fragment II du Caire, de forme triangulaire et avec la plus petite surface inscrite, mesure 5,4 cm de haut et 9,2 cm de large, seul le recto de la stèle initiale étant encore visible. Le fragment a été acquis en 1910 par le Musée égyptien du Caire sur le marché des antiquités local, a acquis le numéro d'inventaire 39735 et, de même, était dit provenir d'Al-Minya.
Le fragment III du Caire, de forme irrégulière, mesure 11 cm de haut et 9 cm de large, seul le recto de la stèle initiale étant encore visible. Le fragment a été acquis en 1910 par le Musée égyptien du Caire sur le marché des antiquités local, a acquis le numéro d'inventaire 39734 et, de même, était dit provenir d'Al-Minya.
Le fragment IV du Caire, de forme irrégulière, mesure 11,5 cm de haut et 7,5 cm de large, seul le recto de la stèle initiale étant encore visible. Il a été acquis par le Musée égyptien du Caire, où il a acquis le numéro d'inventaire 44860, peu après les trois précédents fragments et provenait de à Mit-Rahineh, dans les ruines de Memphis, ce qui a conduit plusieurs chercheurs à proposer comme localisation initiale de la stèle dans cette ville, peut-être plus spécifiquement dans le temple de Ptah.
Le fragment V du Caire, de forme carrée, mesure 9 cm de haut et 9 cm de large, seul le recto de la stèle initiale étant encore visible. Il a été acquis en 1963 sur le marché des antiquités cairote par Jean-Louis de Cenival qui l'offrit au Musée égyptien du Caire, ce fragment prit alors le nom d'inventaire 18220.
Le fragment de Londres, de forme triangulaire, mesure 8,5 cm de haut, 8 cm de large et a une épaisseur de 5,3 cm. Il a été acquis par William Matthew Flinders Petrie en 1914 sur le marché des antiquités cairote, le vendeur disant que le fragment provenait de Haute-Égypte. Il se trouve aujourd'hui au musée Petrie d'archéologie égyptienne à Londres et porte le numéro d'inventaire UC 15508,.

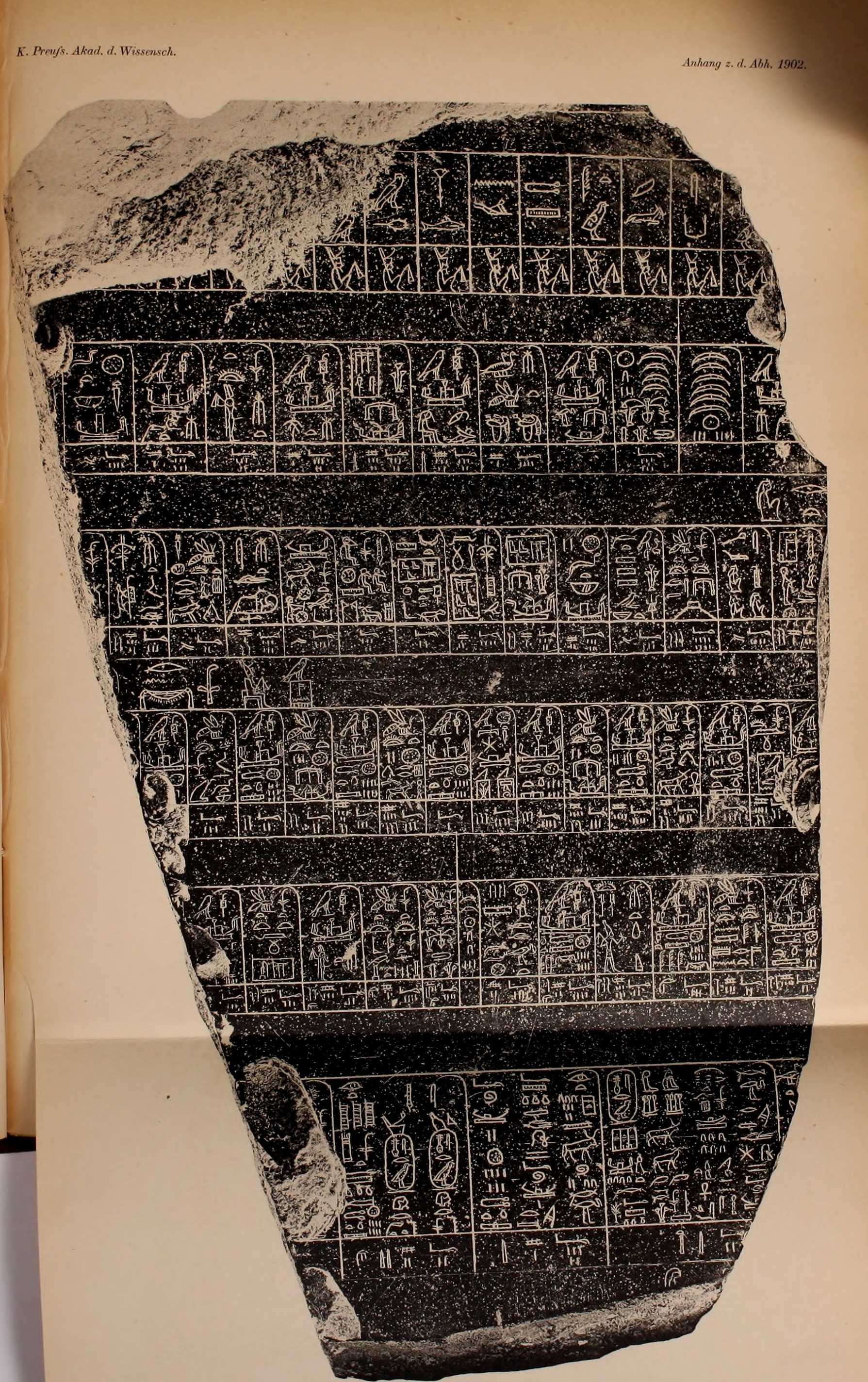
Recto du fragment de Palerme - Musée archéologique régional Antonino-Salinas
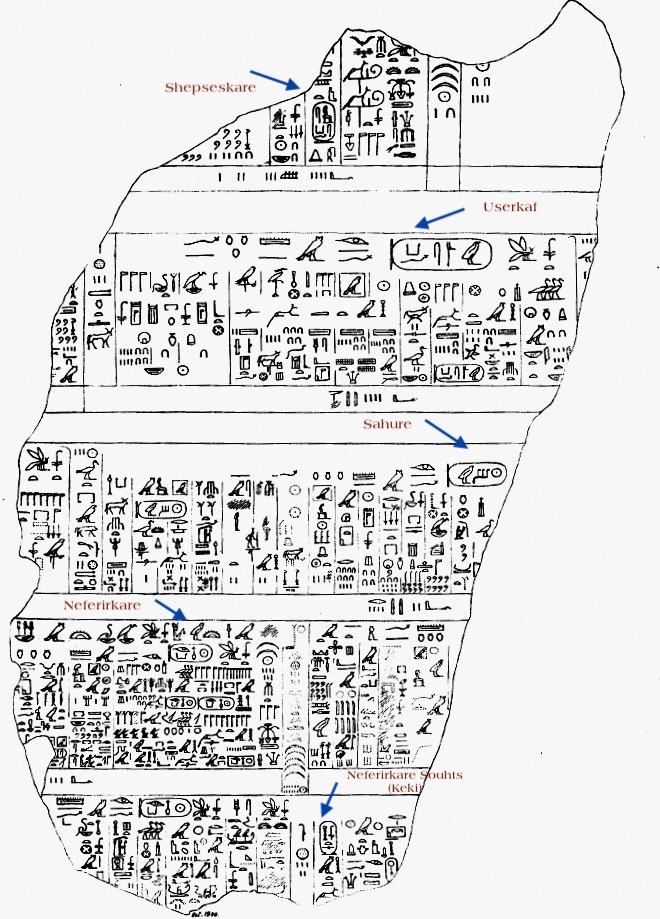
Verso du fragment de Palerme
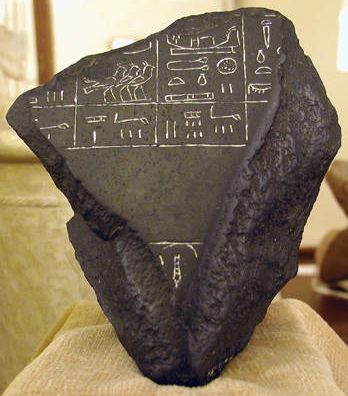
Recto du fragment de Londres - Musée Petrie d'archéologie égyptienne
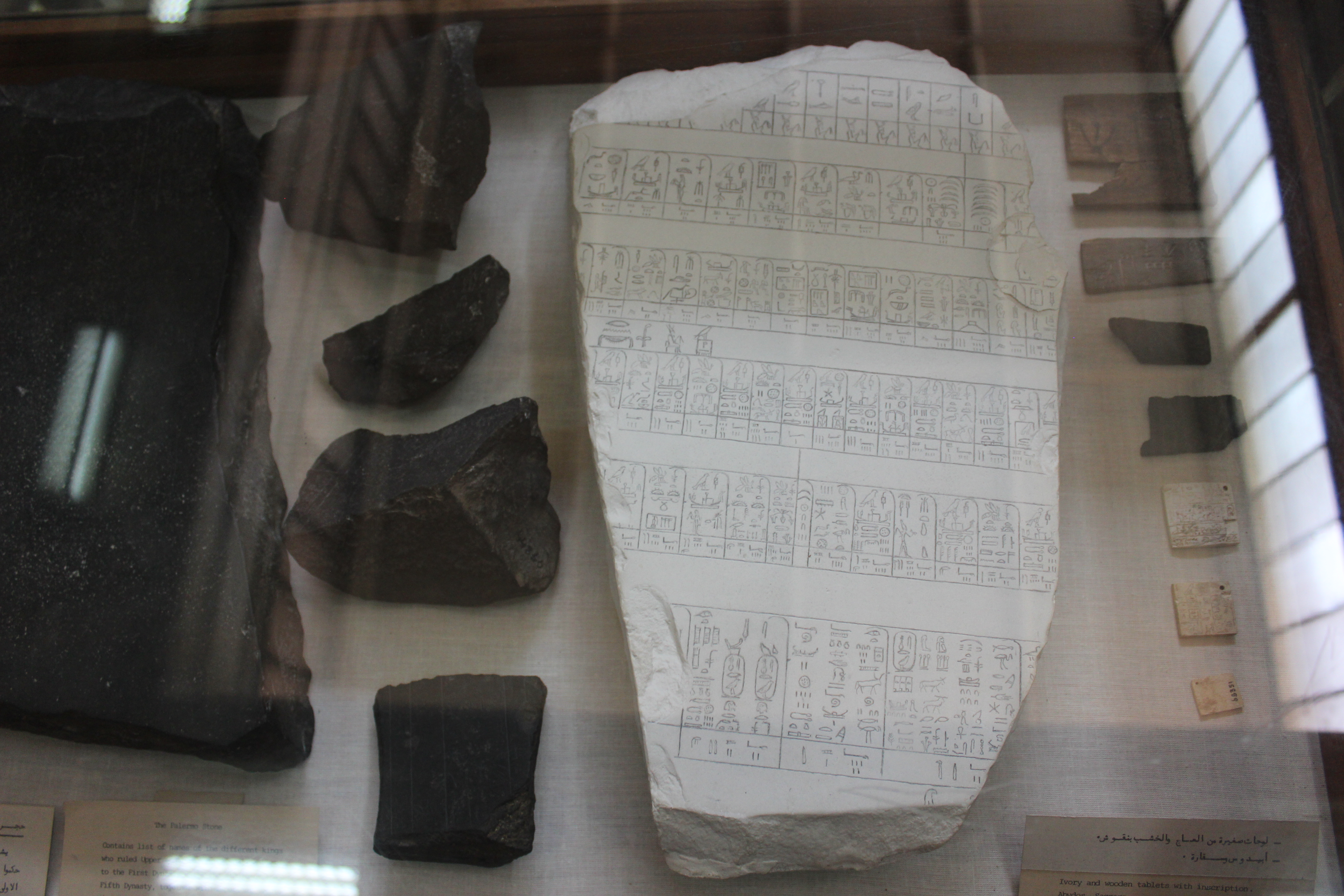
Fragments du Caire et copie du fragment de Palerme (en blanc) - Musée égyptien du Caire
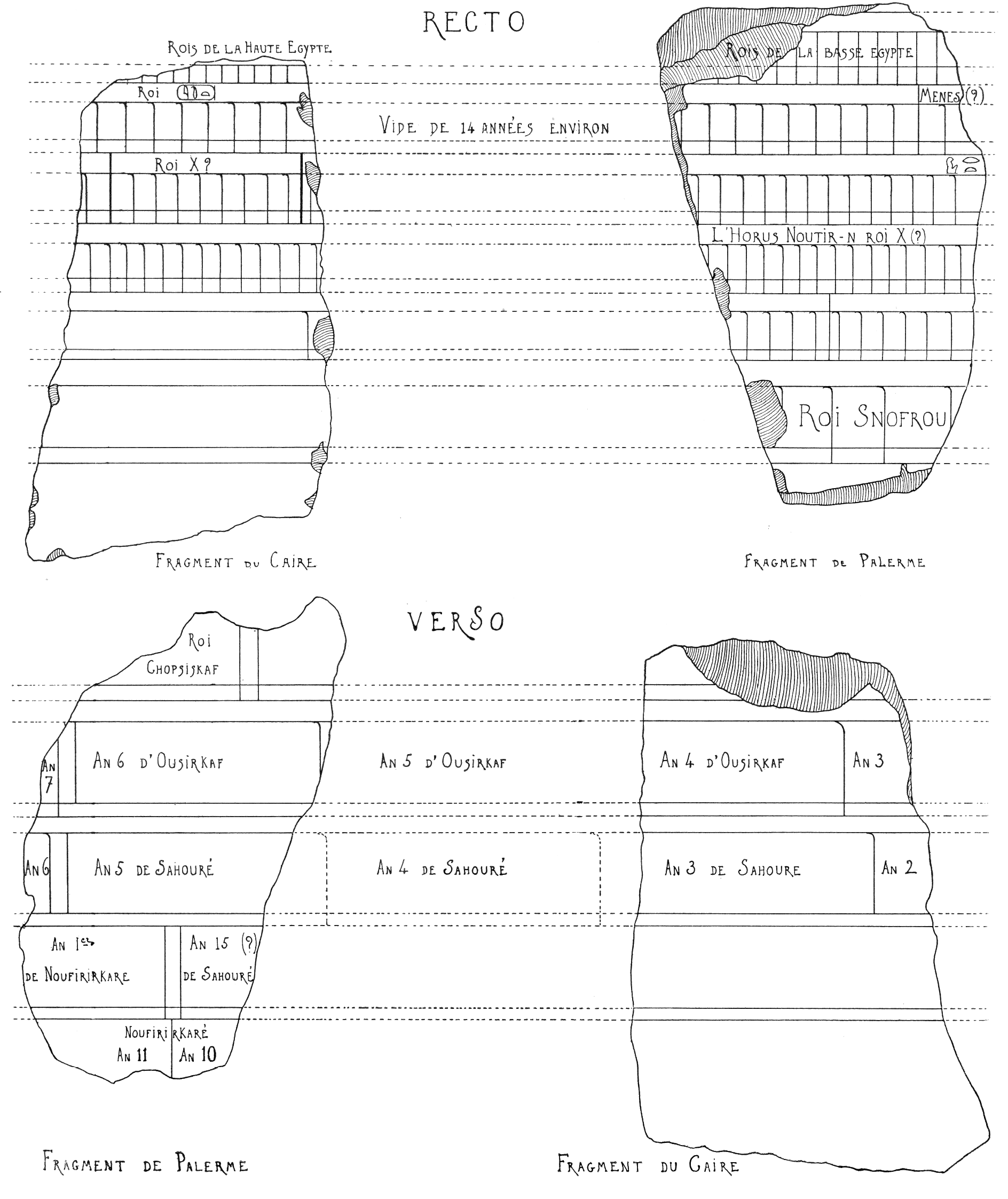
Reconstitution de la stèle, comprenant la pierre de Palerme et le fragment I du Caire - Croquis d'Henri Gauthier, 1914.

## Description
La stèle devait faire à l'origine 60 cm de haut et 2,1 m de large. Les inscriptions sont disposées dans une série de compartiments rectangulaires, disposés en rangées horizontales nommées registres. La largeur des compartiments varie peu à l'intérieur d'un même registre, mais beaucoup d'un registre à l'autre. Les annales des IVe et Ve dynasties se caractérisent par des compartiments beaucoup plus larges, et donc des inscriptions plus étendues, que les annales des Ire et IIIe dynasties, voire, pour les rois prédynastiques, la simple succession des noms royaux. Chaque registre est divisée en deux, la partie supérieure comporte la titulature des rois et le nom de leur mère, la partie inférieure est divisée en « cases-années » dans lesquelles sont indiqués des événements et la hauteur de la crue annuelle du Nil ; chaque année débutant au premier mois de la saison égyptienne de l'inondation nommée Akhet.
Cependant, l'inscription globale est seulement présumée par les chercheurs, par déduction à partir des déchiffrements de tous les fragments connus et des diverses interprétations possibles de chacun d'eux. Tous les fragments font donc l'objet d'une recherche encore en cours, notamment en ce qui concerne la reconstitution globale de la liste originelle, et concernant ses différentes interprétations possibles.

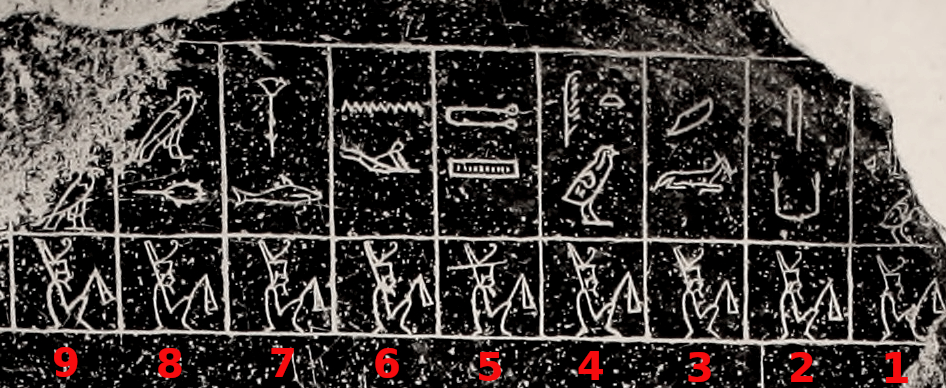
Rois prédynastiques sur le fragment de Palerme
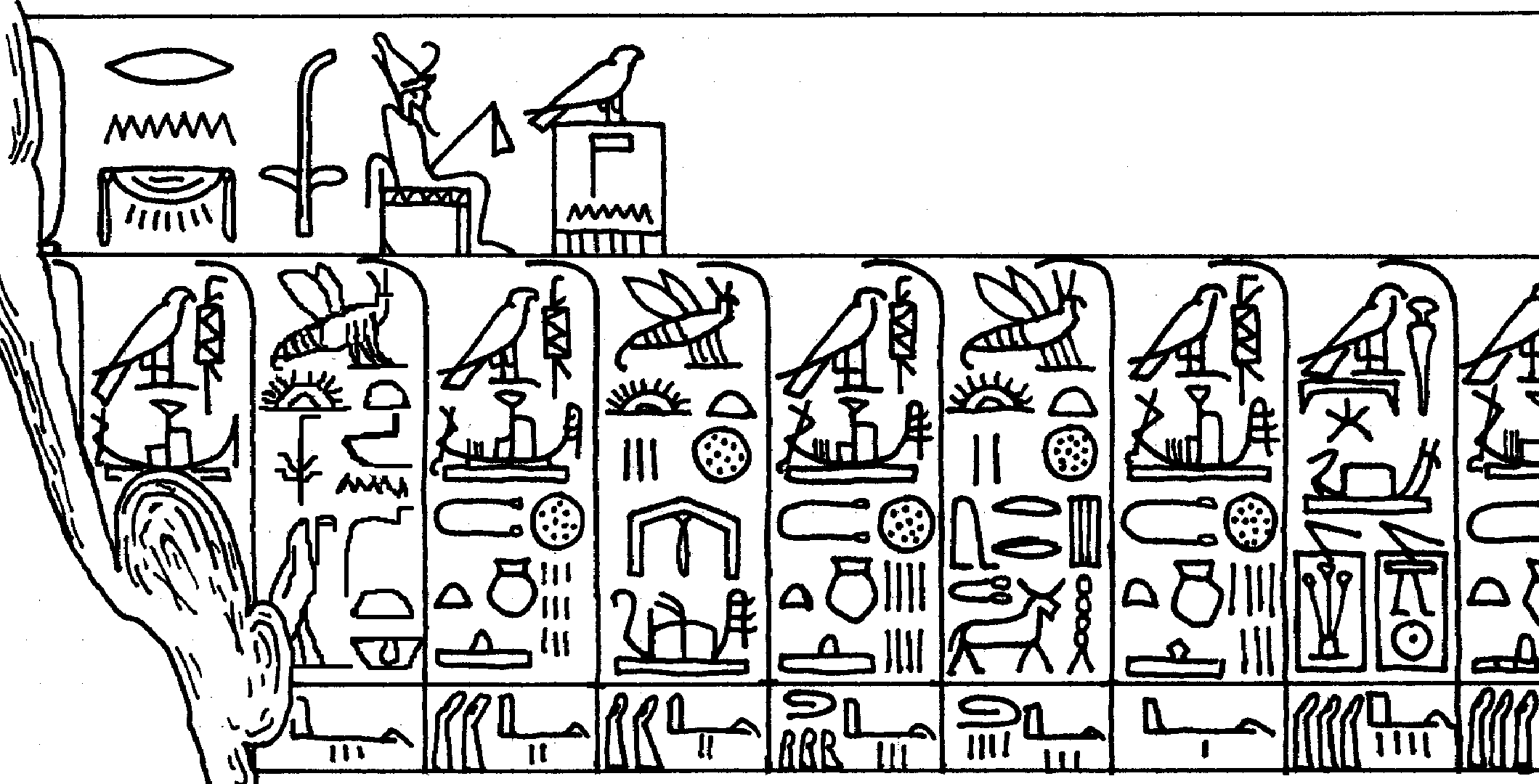
« Cases-années » du règne de Nynetjer (IIe dynastie) sur le fragment de Palerme

## Signification
Selon toute vraisemblance, cette stèle devait être placée dans un sanctuaire, probablement de Memphis. Le fait qu'elle soit gravée sur ses deux faces interdit d'en faire un décor pariétal et il convient davantage d'en faire une des stèles érigées dans le temple principal de la capitale qui enregistrait les annales des règnes des souverains qui se succédaient sur le trône d'Horus. En cela ce document est politique à l'instar des listes royales qui seront établies par la suite dans d'autres sanctuaires du pays comme sous Séthi Ier en Abydos, ou Thoutmôsis III à Karnak.
La particularité de la pierre de Palerme tient dans le comput des faits importants des règnes énumérés sous la forme d'un tableau ou plutôt de registres qui répètent pour les cinq premières dynasties un certain nombre d'informations concernant chaque souverain. Bien qu'incomplet, ce document unique en son genre permet aux historiens et aux égyptologues de confirmer un certain nombre d'hypothèses et à faciliter l'établissement des dynasties de l'Ancien Empire. Ces informations sont établies jusqu'au règne de Néferirkarê Kakaï de la Ve dynastie, mais l'état fragmentaire de la stèle permet de la dater du règne de Niouserrê ou d'un de ses successeurs, soit de la fin de la dynastie.
Comme pour d'autres documents, les informations contenues dans cette stèle sont cependant à relativiser. Certains règnes n'y figurent pas, sans doute considérés comme illégitimes, signifiant bien que l'histoire officielle affichée dans les grands sanctuaires du pays pouvait différer quelque peu de la réalité, notamment en ce qui concerne la fin de la IVe dynastie. Par ailleurs certains détails peuvent paraître comme des anachronismes au regard de ce que l'on connaît aujourd'hui des premières dynasties : par exemple, le fragment I du Caire cite Djer comme un roi de la Ire dynastie, avec un cartouche ; or le cartouche enfermant les noms royaux n'est apparu que sous la IIIe dynastie.
Quoi qu'il en soit, le document est célèbre et précieux, car il confirme les témoignages des auteurs classiques, comme Hérodote ou Diodore de Sicile, que les temples conservaient l'histoire de la royauté égyptienne depuis les débuts de son histoire, commencement légendaire voire mythique qui d'ailleurs figure sur la Pierre de Palerme, et qu'ainsi leurs prêtres pouvaient en consulter les archives. Manéthon eut certainement accès à des archives de ce type lorsque son souverain Ptolémée Ier Sôter lui commanda  d'écrire l'histoire du pays connue sous le titre d'Ægyptiaca.

## Inscriptions
Si dans l'ensemble, les inscriptions sont lisibles et compréhensibles, même si ce qu'il se cache derrière tel ou tel évènement et tel ou tel nom de peuple peut conduire à des débats, certaines inscriptions sont plus obscures et ont fait l'objet de plusieurs tentatives de traduction et d'interprétation. Ci-dessous se trouve la traduction de l'égyptologue Toby Wilkinson publiée en 2000 ; les incertitudes sont indiquées avec ceci : (?).

### Fragment de Palerme - recto
Sur la partie du premier registre restant sur le recto du fragment, près de treize figures de rois peuvent être observées dont les neufs premiers, intacts et portant la couronne rouge, ont encore leurs noms entièrement ou partiellement préservés :
- ...[p]ou (...[p]w),
- Seka (Skȝ),
- Khaiou (Ḫȝiw),
- Tiou (Tiw),
- Tjesh (Ṯš),
- Neheb (N-hb),
- Ouadjâdj (Wȝḏ-ˁḏ),
- Mekh[et] (Mẖ[.t]),
- ...a (...ȝ).

Sur la partie du deuxième registre restant sur le fragment, onze « cases-années » sont encore visibles, dont les deux premières appartiennent à un roi et les neufs suivantes à son successeur ; l'analyse des fragments permet de supposer que ces rois étaient respectivement Âha et Djer :
- Âha :
  - « Suivants d'Horus ; création (d'une statue) d'Anubis » (Šms-Ḥr ; mst Jnpw),
  - « Six mois sept jours » (ȝbd 6 sw 7),
- Djer :
  - « Quatre mois treize jours ; unification de la Haute et la Basse-Égypte ; contournement du mur ; six coudées » (ȝbd 4 sw 13 ; smȝ Šmˁ Tȝ-Mḥw ; pẖr ḥȝ jnb ; mḥ 6),
  - « Suivants d'Horus ; fête-Desher » (Šms-Ḥr ; ḥb-dšr),
  - « Création des deux enfants royaux ; quatre coudées une paume » (mst sȝty-bjty ; mḥ 4 šsp 1),
  - « Suivants d'Horus ; encensement d'une victime sacrificielle (?) ; cinq coudées cinq paume un doigt » (Šms-Ḥr ; kḥp (?) ḥsq (?) ; mḥ 5 šsp 5 ḏbˁ),
  - « Planification (du bâtiment) Compagnon des dieux ; fête de Sokar (?) ; cinq coudées cinq paumes un doigt » (ḥȝ smr-nṯr.w ; ḥb-Skr (?) ; mḥ 5 šsp 5 ḏbˁ),
  - « Suivants d'Horus ; création (d'une image) d'Iat ; cinq coudées une paume » (Šms-Ḥr ; mst Jȝt ; mḥ 5 šsp 1),
  - « Apparition du roi en tant que nésout ; création (d'une image) de Min ; cinq coudées » (ḫˁ(t)-nsw.t ; mst Mnw ; mḥ 5),
  - « Suivants d'Horus ; création (d'une statue) d'Anubis ; six coudées une paume » (Šms-Ḥr ; mst Jnpw ; mḥ 6 šsp 1),
  - « Première occasion de la fête-Djet (cérémonie funéraire) ; quatre coudées un empan » (zp tpj ḥb-ḏt ; mḥ 4 šȝ).

La partie du troisième registre restant sur le fragment est propre à un seul règne d'une longueur relativement importante, car le nom du n'est pas inscrit dans les restes de la partie supérieure du registre, seuls les trois derniers hiéroglyphes du nom de sa mère sont présents ; la localisation de ce règne sur la pierre et la longueur de celui-ci pointent vers le roi Den, les derniers hiéroglyphes du nom de la mère étant compatibles avec celui de Merneith, mère de Den ; près de quatorze « cases-années » sont encore visibles :
- « Visite du temple à Héka (?) et Saou (?) ; trois coudées une paume deux doigts » (ˁḥˁ ḥw.t-nṯr Ḥkȝ (?) Sȝw (?) ; mḥ 3 šsp 1 ḏbˁ.wy),
- « Frapper le peuple Iountiou, quatre coudées un empan » (sqr Jwntjw ; mḥ 4 šȝ),
- « Apparition du roi de Basse et Haute-Égypte ; fête-Sed ; huit coudées trois doigts » (ḫˁ(t)-nsw.t-bjty ; ḥb-sd ; mḥ 8 ḏbˁ.w),
- « Planification (?) des exploitations agricoles (?) du nord-ouest (Delta occidental) et de tous les habitants de l'est (Delta oriental) » (ḥȝ šw jmnt mḥt(j) rḫjt nbt jȝbt ; mḥ 3 šȝ),
- « Deuxième célébration de la fête-Djet ; cinq coudées deux paumes » (zp 2 ḥb-ḏt ; mḥ 5 šsp 2),
- « Planification (du bâtiment) Trônes des dieux ; fête de Sokar (?) ; cinq coudées une paume deux doigts » (ḥȝ swt-nṯr.w ; ḥb-Skr (?) ; mḥ 5 šsp 1 ḏbˁ.wy),
- « « Étirement des cordes » (une cérémonie pour une fondation) à la grande porte (du bâtiment) Trônes des dieux (par) le prêtre de Seshat ; quatre coudées deux paumes (?) » (ḥm[-nṯr] Sšȝt pḏ-šs ˁȝ-wr swt-nṯr.w ; mḥ 4 šsp 2 (?)),
- « Inauguration du lac (sacré) au (bâtiment) Trônes des dieux ; harponnage (royal) de l'hippopotame ; deux coudées » (wpt-š swt-nṯr.w ; stt ḫ(ȝ)b ; mḥ 2),
- « Arrêt à Nen-nésout (Héracléopolis Magna) et au lac du temple Héryshef ; cinq coudées » (ˁḥˁ Nn(w)-nsw.t š ḥw.t-nṯr Ḥry-š.f ; mḥ 5),
- « Voyage en voilier (vers les villes de) Sah(?)-nésout et Ourka ; quatre coudées et un empan » (ḫdj (?) [r] Sˁḥ(?)-nsw.t Wr-kȝ ; mḥ 4 šȝ),
- « Création (d'une statue) de Sed ; six coudées une paume deux doigts » (mst Sd ; mḥ 6 šsp 1 ḏbˁ.wy),
- « Apparition du roi en tant que bity ; première course du taureau Apis ; deux coudées et un empan » (ḫˁ(t)-bity ; zp tpj pḥrr Ḥpw ; mḥ 2 šȝ),
- « Création (de statues) de Seshat et Mafdet ; trois coudées cinq paumes deux doigts » (mst Sšȝt Mȝfdt ; mḥ 3 šsp 5 ḏbˁ.wy),
- « Apparition du roi en tant que nésout ; création (d'une image) de ... » (ḫˁ(t)-nsw.t ; mst ...).

La partie du quatrième registre restant sur le fragment est propre au règne de Nynetjer ; près de seize « cases-années » sont encore visibles, bien qu'il ne reste aucun hiéroglyphe sur la dernière case :
- « Suivants d'Horus ; [troisième recensement (du cheptel)] ; ... » (Šms-Ḥr ; [zp 3 ṯnwt] ; ...),
- « Apparition du roi en tant que nésout ; « étirement des cordes » (du bâtiment) Bouche d'Horus ; trois coudées quatre paumes deux doigts » (ḫˁ(t)-nsw.t ; pḏ-šs r-n-Ḥr ; mḥ 3 šsp 4 ḏbˁ.wy),
- « Suivants d'Horus ; quatrième recensement (du cheptel) ; quatre coudées deux doigts » (Šms-Ḥr ; zp 4 ṯnwt ; mḥ 4 ḏbˁ.wy),
- « Apparition du roi de Basse et Haute-Égypte ; course du taureau le fils de la vie (Apis) ; quatre coudées une paume deux doigts » (ḫˁ(t)-nsw.t-bjty ; pḥrr zȝ-ˁnḫ ; mḥ 4 šsp 1 ḏbˁ.wy),
- « Suivants d'Horus ; cinquième recensement (du cheptel) ; quatre coudées quatre paumes » (Šms-Ḥr ; zp 5 ṯnwt ; mḥ 4 šsp 4),
- « Apparition du roi en tant que bity ; deuxième fête de Sokar (?) ; trois coudées quatre paumes deux doigts » (ḫˁ(t)-bity ; zp 2 ḥb-Skr (?) ; mḥ 3 šsp 4 ḏbˁ.wy),
- « Suivants d'Horus ; sixième recensement (du cheptel) ; quatre coudées trois doigts » (Šms-Ḥr ; zp 6 ṯnwt ; mḥ 4 ḏbˁ.w),
- « Première célébration de Hor-seba-pet (Horus l'étoile dans le ciel) ; destruction des villes Shemrâ (Le soleil est venu) et Ha (La ville du nord) ; quatre coudées trois doigts » (zp tpj dwȝ-Ḥr-pt ; ḫbs Šm-rˁ ḫbs Ḥȝ ; mḥ 4 ḏbˁ.w),
- « Suivants d'Horus ; septième recensement (du cheptel) ; une coudée » (Šms-Ḥr ; zp 7 ṯnwt ; mḥ 1),
- « Apparition du roi en tant que bity ; deuxième course du taueau Apis ; trois coudées quatre paumes trois doigts » (ḫˁ(t)-bity ; zp 2 pḥrr Ḥpw ; mḥ 3 šsp 4 ḏbˁ.w),
- « Suivants d'Horus ; huitième recensement (du cheptel) ; trois coudées cinq paumes deux doigts » (Šms-Ḥr ; zp 8 ṯnwt ; mḥ 3 šsp 5 ḏbˁ.wy),
- « Apparition du roi en tant que bity ; troisième fête de Sokar (?) ; deux coudées deux doigts » (ḫˁ(t)-bity ; zp 3 ḥb-Skr (?) ; mḥ 2 ḏbˁ.wy),
- « Suivants d'Horus ; neuvième recensement (du cheptel) ; deux coudées deux doigts » (Šms-Ḥr ; zp 9 ṯnwt ; mḥ 2 ḏbˁ.wy),
- « Apparition du roi en tant que bity ; offrande (?) (à) Nekhbet ; fête-Djet ; trois coudées » (ḫˁ(t)-bity ; mȝˁ(?) Nḫb.t ; ḥb-ḏt (?) ; mḥ 3),
- « Suivants d'Horus ; dixième [recensement (du cheptel)] ; ... » (Šms-Ḥr ; zp 10 [ṯnwt] ; ...).

La partie du cinquième registre restant sur le fragment est divisée en deux règnes assez long pour que la titulature d'aucun des deux rois ne soit visible dans la partie supérieure du registre ; cependant, la localisation de ces règnes permet de supposer qu'il s'agit des règnes de Khâsekhemouy et de son successeur, probablement Djéser ; onze « cases-années » sont encore visibles, la septième étant divisée entre les deux règnes :
- Khâsekhemouy :
  - « Suivants d'Horus ; sixième recensement (du cheptel) ; deux coudées quatre paumes un doigt et demi » (Šms-Ḥr ; zp 6 ṯnwt ; mḥ 2 šsp 4 ḏbˁ 1½),
  - « Apparition du roi de Basse et Haute-Égypte ; construction en pierre (du bâtiment) « La déesse perdure » ; deux coudées trois paumes un doigt » (ḫˁ(t)-nsw.t-bjty ; qd jn(r) Mn-Nṯr.t ; mḥ 2 šsp 3 ḏbˁ),
  - « Suivants d'Horus ; septième recensement (du cheptel) ; trois et deux tiers de coudées » (Šms-Ḥr ; zp 7 ṯnwt ; mḥ 3⅔),
  - « Création en cuivre de (la statue) « Grand est Khâsekhemouy » ; deux coudées six paumes deux doigt et demi » (mst ḥm (?) q(ȝj)-Ḫˁ-sḫm.wy ; mḥ 2 šsp 6 ḏbˁ 2½),
  - « Suivants d'Horus ; huitième recensement (du cheptel) ; quatre coudées deux paumes deux et deux tiers de doigts » (Šms-Ḥr ; zp 8 ṯnwt ; mḥ 4 šsp 2 ḏbˁ 2⅔),
  - « Quatrième rituel « atteindre le mur » (rituel inconnu par ailleurs) ; construction de navires (dans ?) Doua-djéf(a) ; quatre coudées deux paumes » (zp 4 jn jnb ; šd dšrt Dwȝ-ḏf(ȝ) ; mḥ 4 šsp 2),
  - « Deux mois et vingt-trois jours » (ȝbd 2 sw 23),
- Djéser :
  - « Apparition du roi de Basse et Haute-Égypte ; unification de la Haute et Basse-Égypte ; contournement du mur ; quatre coudées deux paumes deux et deux tiers de doigts » (ḫˁ(t)-nsw.t-bjty ; smȝ Šmˁ Tȝ-Mḥw ; pẖr ḥȝ jnb ; mḥ 4 šsp 2 ḏbˁ 2⅔ ),
  - « Apparition du roi de Basse et Haute-Égypte ; introduction du roi (au) sanctuaire-sénout ; quatre coudées deux et deux tiers de paumes » (ḫˁ(t)-nsw.t-bjty ; jbs-nsw.t (r) snwt ; mḥ 4 šsp 1⅔),
  - « Suivants d'Horus ; création (d'une statue) de Min ; deux coudées trois paumes deux et trois quarts de doigts » (Šms-Ḥr ; mst Mnw ; mḥ 2 šsp 3 ḏbˁ 2¾),
  - « Apparition du roi de Basse et Haute-Égypte ; « étirement des cordes » (du bâtiment) Fontaine des dieux ; trois coudées trois paumes deux doigts » (ḫˁ(t)-nsw.t-bjty ; pḏ-šs qbḥ-nṯr.w ; mḥ 3 šsp 3 ḏbˁ.wy),
  - « Suivants d'Horus ; ... » (Šms-Ḥr ; ...).

La partie du sixième registre restant sur le fragment est propre au règne de Snéfrou ; seulement cinq « cases-années » sont encore visibles, ces dernières étant bien plus larges que celles des registres précédents :
- « ... ; [création] des deux enfants [royaux] ; ... » (... ; [mst] sȝty-[bjt]y ; ...),
- « Construction d'un bateau de 100 coudées « Adoration des Deux Terres » et de 60 bateaux royaux « Néhès » (de) cèdre ; frapper la Nubie, amener (en tribut) 7000 captifs vivants, hommes et femmes, 200 000 moutons et chèvres ; construction de la muraille du sud et du nord (appelé) « les demeures de Snéfrou » ; apport de 40 navires chargés (?) (de) bois de pin ; deux coudées deux doigts » (šd dšr mr(w) dwȝ-Tȝ.wy mḥ-l00 sjstjw (?)-dp[t]-nsw.t 60 ḥ.wy (?) Nḥs jnt ; sqr(w)-ˁnḫ 7000 ˁwt (?) 200 000 ; qd jnb rsj tȝ-mḥw ḥwwt-Snfrw ; jnt dpt 40 mḥ (?) ˁš ; mḥ 2 ḏbˁ.wy),
- « Création de trente-cinq domaines avec leurs peuples (et) cent vingt-deux fermes d'élevage ; construction d'un bateau « Adoration des Deux Terres » (de) pin de cent coudées et de deux bateaux (de) cèdre de cent coudées ; septième recensement (du cheptel) ; cinq coudées une paume un doigt » (jrt ḥw.t-z (?) 35 š-kȝ 122 ; šd dšr ˁš dwȝ-Tȝ.wy mḥ-100 mr(w) mh-100 2 ; zp 7 ṯnwt ; mḥ 5 šsp 1 ḏbˁ),
- « Érection (du bâtiment) « Snéfrou haut de la couronne blanche » à la base (?) de la porte-Sud (et du bâtiment) « Snéfrou haut de la couronne rouge » à la base (?) de la porte-Nord ; fabrication des portes du palais royal en pin ; huitième recensement (du cheptel) ; deux coudées deux paumes deux et trois quarts de doigts » (sˁḥˁ q(ȝj)-ḥḏt Snfrw tp(j)-r sbḫt rsj (qȝj-)dšrt Snfrw tp(j)-r sbḫt ; mḥtt jrt ˁȝw ˁḥ-nsw.t ˁš ; zp 8 ṯnwt ; mḥ 2 šsp 2 ḏbˁ 2¾),
- « ... du roi ... » (... ns[w.t] ...).

La partie supérieure du septième registre est encore partiellement visible, sans qu'aucun nom ne soit présent, seule la tête du hiéroglyphe de la femme assise, déterminant le nom de la mère du roi, est encore visible ; certains chercheurs associent cette partie au règne de Snéfrou également, ce dernier ayant eu un règne relativement long et les « cases-années » étant relativement larges, mais une telle position n'est pas partagée par tous les chercheurs.

### Fragment de Palerme - verso
Si la partie supérieure du premier registre est détruite, ce qu'il reste de ce registre sur le fragment semble appartenir à deux règnes distincts : le second règne est certainement celui de Chepseskaf, le premier devant alors probablement appartenir à Mykérinos :
- Mykérinos :
  - « ... mois et vingt-quatre jours » (ȝbd ... sw 24),
- Chepseskaf :
  - « ... mois et onze jours ; apparition du roi de Basse et Haute-Égypte ; unification de la Haute et Basse-Égypte ; contournement du mur ; fête du diadème ; création de deux (statues de) Oupouaout ; suivi par le roi des dieux qui unit les Deux Terres (?) ... provisionneurs (?) choisissant l'emplacement de la pyramide « Fontaine de Chepseskaf » ; ... le sanctuaire-sénout de Haute et Basse-Égypte : tous les vingt jours ; ... 1[6]24 ... [6]00 ; quatre coudées trois paumes deux doigts et demi » (ȝbd ... sw 11 ; ḫˁ(t)-nsw.t-bjty ; smȝ Šmˁ Tȝ-Mḥw ; pẖr ḥȝ jnb ; ḥb-sšd ; mst Wp-wȝwt 2 ; šms nsw.t nṯr.w smȝ Tȝ.wy ... [ḫntjw (?)-]š šsp st qbḥ-Šps-s-kȝ.f ; ... Šmˁ Mḥw snwt 20 hrw nb ; ... 1[6]24 ... [6]00 ; mḥ 4 šsp 3 ḏbˁ 2½).

La partie du deuxième registre restant sur le fragment est propre au règne d'Ouserkaf ; une année complète est préservée, ainsi que la toute fin de la précédente et le tout début de la suivante :
- première « case-année » :
  - « ... ; troisième [occasion] de (faire) l'inventaire de la « Maison d'Horus et Seth » ; ... » ([zp (?)] 3 g[m]t pr-Ḥr-Stẖ),
- deuxième « case-année » :
  - « Le roi de Haute et Basse-Égypte Ouserkaf : il a fait en tant que sa dotation pour : (nsw.t-bjty Wsr-kȝ.f jr.n.f m mnw.f n)
    - les âmes d'Héliopolis : (bȝ.w Jwnw)
      - 20 (mesures d') offrandes de pain et de bière par « sixième-festival » (t ḥnqt 20 m snwt nbt)
      - aroures de terre arable : 36 + ½ + ¼ + ⅛ aroures du (domaine) d'Ouserkaf (ȝḥt sṯȝt 36 rmn ḥsb sȝ (?) ḫnt ...t nt Wsr-kȝ.f)

    - les dieux (du temple solaire) « occasion de Rê » : (nṯr.w zp-Rˁ)
      - 24 aroures (de terre arable) (du domaine d'Ouserkaf) ((ȝḥt) sṯȝt 24)
      - deux bœufs (et) deux canards pilets par jour (kȝ 2 zt 2 rˁ nb)

    - Rê : (Rˁ)
      - aroures de terre arable : 44 aroures dans les nomes de Basse-Égypte (ȝḥt sṯȝt 44 m spȝwt Tȝ-Mḥw)

    - Hathor : (Ḥw.t-Ḥr)
      - 44 aroures (de terre arable dans les nomes de Basse-Égypte) ((ȝḥt) sṯȝt 44)

    - les dieux du domaine Djébâout : (nṯr.w pr Ḏbˁwt)
      - 54 aroures (de terre arable) (et)  érection d'un piédestal (dans) son temple (à) Pe du nome xoïte ((ȝḥt) sṯȝt 54 sˁḥˁ ḏb(ȝ)t ḥw.t-nṯr.f P Ḫȝsw)

    - Horus : (Ḥr)
      - 2 aroures (de terre arable) (et) construction (du mur (?)) de son temple ((ȝḥt) sṯȝt 2 qd (jnb ?) ḥw.t-nṯr.f)

    - Nekhbet du palais du dieu de Haute-Égypte : (Nḫb.t nṯrj Šm ˁj)
      - 10 (mesures de) d'offrandes de pain et de bière par jour (t ḥnqt 10 hrw nb)

    - Ouadjet de per-nou : (Wȝḏ.t pr-nw)
      - 10 (mesures de d'offrandes de pain et de bière par jour) ((t ḥnqt) 10 (hrw nb))

    - les dieux du palais du dieu de Haute-Égypte : (nṯr.w nṯrj Šm ˁj)
      - 48 (mesures de d'offrandes de pain et de bière par jour) ((t ḥnqt) 48 (hrw nb))

  - troisième recensement du bétail (zp 3 ṯnwt)
  - quatre coudées deux doigts et demi » (mḥ 4 ḏbˁ 2½),
- troisième « case-année » :
  - « [Le roi de Haute et Basse-Égypte Ouserkaf : il a fait en tant que sa dotation pour :] ... 1704[+x] + ½ + ¾(?) + 10/100 aroures de terre arable en Basse-Égypte » ([nsw.t-bjty Wsr-kȝ.f jr.n.f m mnw.f n] ... [ȝ]ḥt sṯȝt 1704[+x] rmn ḥsb 3 (?) mḥ 10 m Tȝ-M[ḥw]).

La partie du troisième registre restant sur le fragment est propre au règne de Sahourê ; la majeure partie d'une année est préservée ainsi que le début de la suivante :
- première « case-année » :
  - « [Le roi de Haute et Basse-Égypte] Sahourê : il a fait en tant que sa dotation pour : ([nsw.t-bjty] Sȝḥw-Rˁ jr.n.f m mnw.f n)
    - ... dans Héliopolis : (m Jwnw)
      - le fils [de Rê (?)] ... 200 prêtres-ouab ... la barque divine (?) ... (zȝ ... wȝb 200 ... wjȝ-nṯr (?) ... zḫnt (?))
      - Nekhbet de per-our : 800 offrandes divines par jour (Nḫb.t pr-wr ḥtpt-nṯr ẖrt-hrw 800)
      - Ouadjet de per-nezer : 4800 (offrandes divines par jour) (Wȝḏ.t pr-nz(r) (ḥtpt-nṯr ẖrt-hrw) 4800)

    - Rê dans : (Rˁ m)
      - le sanctuaire-sénout : 138 (offrandes divines par jour) (snwt (ḥtpt-nṯr ẖrt-hrw) 138)
      - le palais du dieu de Haute-Égypte : 40 (offrandes divines par jour) (ˁḥ-nṯr Šmˁ (ḥtpt-nṯr ẖrt-hrw) 40)
      - le toit (?) : 74 (offrandes divines par jour) (tp ḥw.t (ḥtpt-nṯr ẖrt-hrw) 74)

    - Hathor du (temple solaire) « Campagne de Rê » : (Ḥw.t-Ḥr sḫt-Rˁ)
      - 4 (offrandes divines par jour) ((ḥtpt-nṯr ẖrt-hrw) 4)

    - Rê du (temple solaire) « Campagne de Rê » : (Rˁ sḫt-Rˁ)
      - 24 aroures de terre arable dans le dixième nome de Basse-Égypte (Km-wr ȝḥt sṯȝt ḫȝ 2 +4)
      - mes : 2(00 ?) (aroures de terre arable) dans le nome de Bousiris (ms ˁnḏ.ty (ȝḥt sṯȝt) 2(00 ?))
      - sem : 2(00 ?) (aroures de terre arable dans le nome de Bousiris) (sm (ȝḥt sṯȝt) 2(00 ?))

    - Khentiiaoutef : (Ḫntj-jȝwt.f)
      - 2(00 ?) + 20 + 8 + ¼ + ⅛ (?) (aroures de terre arable) dans le nome de Memphis (Jnb-ḥḏ (ȝḥt sṯȝt) 2(00 ?) ḫȝ 2 +8 ḥsb + ⅛)

    - Hathor dans le r-š de (la pyramide) « La ba de Sahourê est apparu » : (Ḥw.t-Ḥr m Sȝḥw-Rˁ-ḫˁ-bȝ r-š)
      - 2(00 ?) + 20 + 6 + ¼ + 4/100 (aroures de terre arable) (dans) le nome de l'Orient (Jȝbt (ȝḥt sṯȝt) 2(00 ?) ḫȝ 2 +6 ḥsb mḥ 4)
      - 1(00 ?) (aroures de terre arable) (dans) le nome du harpon (ḥww (ȝḥt sṯȝt) 1(00 ?))

    - le taureau blanc : (kȝ ḥḏ)
      - 13 + 20 + ¼ + 2/100 (aroures de terre arable) (dans) le nome de l'Occident (ḫnt-Jȝbt sṯȝt 13 ḫȝ 2 ḥsb mḥ 2)

  - troisième [occasion] de (faire) l'inventaire de la « Maison d'Horus et Seth » (zp 3 gmt pr-Ḥr-Stẖ)
  - année après le deuxième recensement du bétail (rnpt (m-)ḫt zp ṯnwt)
  - deux coudées deux doigts et un quart » (mḥ 2 ḏbˁ 2¼)
- seconde « case-année » :
  - « Le roi de Haute et Basse-Égypte [Sahourê : il a fait en tant que sa dotation pour :] (nsw.t-bjty [Sȝḥw-Rˁ jr.n.f m mnw.f n])
    - l'Ennéade ... (pḏst ...)
      - le domaine du dieu ... le sanctuaire (?) le domaine royal de le nome de l'Occident (?) (pr-nṯr (?) snwt (?) jmnt pr-nswt ...)

  - trois coudées ... » (mḥ 3 ...).

La partie du quatrième registre restant sur le fragment est divisée entre la toute dernière année du règne de Sahourê et la première année du règne de son successeur Néferirkarê Kakaï :
- dernière année de Sahourê :
  - « [Le roi de Haute et Basse-Égypte Sahourê : il a fait en tant que] sa dotation pour : ([nsw.t-bjty Sȝḥw-Rˁ jr.n.f m] mnw.f n)
    - Rê de la région occidentale : (Rˁ imnt)
      - dans la Basse et Haute-Égypte ... [aroures de] terre arable ... (m Tȝ-Mḥw Šmˁ ȝ[ḥ]t [sṯȝt])

    - Hathor ... : (Ḥw.t-Ḥr ...)
      - ... le domaine royale (?) : 204 (?) aroures (de terre arable dans la Basse et Haute-Égypte) ... (pr nsw.t (?) sṯȝt 2(00 ?) +4 ... ḫt nb[t])

  - Ce qui a été apporté : (jnt m)
    - (du pays de) la turquoise : (mfkȝt)
      - 6 000 (?) mesures de cuivre (?) (ḥmt (?) 6 000 (?))

    - Pount : (Pwnt)
      - 80 000 (mesures de) myrrhe, 6 000 (mesures d') électrum, 2 900 (mesures de) malachite, 23 020 (mesures de) ...dou... (ˁntjw 80 000, ḏˁm ... (6000 ?), wȝḏ-šsmt 2 900, ...dw... 23 020)

  - année après le sixième (?) recensement ; ... mois ... jours » (rnpt (m-)ḫt zp 6 (?) ṯnwt ȝbd ... sw ...)
- première année de Néferirkarê :
  - « deux mois sept jours (ȝbd 2 sw 7)
  - création (d'une statue) des dieux (mst nṯr.w)
  - unification de la Haute et la Basse-Égypte (smȝ Šmˁ Tȝ-Mḥw)
  - contournement du mur (pẖr ḥȝ jnb)
  - Le roi de Haute et Basse-Égypte Néferirkarê : il a fait en tant que (sa) dotation (pour) : (nsw.t-bjty Nfr-jr-kȝ-Rˁ jr.n.f m mnw[.f n])
    - l'Ennéade dans le sanctuaire-sénout du domaine divin (?) : (psḏt m pr-nṯr (?) snwt)
      - (dans la ville du) nome de Memphis (nommée) « Néferirkarê aimé des âmes de l'Ennéade » : 4 aroures de terre arable sous (le contrôle de) la fondation de Néferirkarê (jnb-ḥḏ Nfr-jr-kȝ-Rˁ-mry-psḏt ȝḥt sṯȝt 4 ẖr ḥw.t-Nfr-jr-kȝ-Rˁ m.f)

    - les âmes d'Héliopolis et les dieux de Kher-âha : (bȝ.w Jwnw nṯr.w H̱r(j)-ˁḥȝ)
      - dans (la ville du) de la région orientale (nommée) « Néferirkarê aimé des âmes d'Héliopolis » : 10 (?) aroures de terre arable (m Jȝbt Nfr-jr-kȝ-Rˁ-mry-bȝ.w-Jwnw ȝḥt sṯȝt 10 (?))
      - (et dans) la plus lointaine des régions orientale : 250(+x) aroures de terre arable sous (le contrôle) des deux Grands surveillants et des prêtres et officiels de ses domaines, étant en tant que terre (?) [exempte de taxation ?] comme terre arable du dieu (c'est-à-dire le roi) (ḫnt-iȝbt ȝḥt sṯȝt 250(+x) ẖr wr-mȝ(w) 2 ḥmw-nṯr ḫrpw (?) pr.f ḥr (?) tȝ.w (?) m (?) mj ȝḥt-nṯr)

    - Rê et Hathor : (Rˁ Ḥw.t-Ḥr)
      - une table d'offrandes chacun (ḫȝt ḥr)
      - depuis les greniers du seigneur (?) : 210 (?) (mesures d') offrandes divines (et) 203 mesures d'offrandes de pain et de bière (šnwt n nb ḥtp-nṯr x+110 t ḥnqt 203)
      - deux silos ont été fabriqués pour ça(?) ... peuple pour ça (?) (jr ṯz (?) pr.wy-šnˁ (?) r.s ... mr r(m)t r.s)
      - création et (célébration de la cérémonie de) l'ouverture de la bouche (sur) une statue d'électrum de Ihy (qui a été) suivi au (temple d') Hathor (maîtresse) du sycomore dans (la ville d') « Aimé de Snéfrou » (ms(t) wpt-r ḏˁm Jḥy twt šms r [ḥw.t] Ḥw.t-Ḥr [nbt] nht mrt-Snfr[w])

    - Rê (sur) le toit (?) : (Rˁ [m] tp ḥw.t)
      - fait pour lui de la même manière ... (jrt n.f mitt ...)

  - 3(+x) coudées ... » (mḥ 3(+x) ...)

La partie du cinquième registre restant sur le fragment est propre au règne de Néferirkarê Kakaï, avec seulement une partie de deux « cases-années » de son règne :
- première « case-année » :
  - « [Le roi de Haute et Basse-Égypte Néferirkarê : il a fait en tant que (sa) dotation pour : ... ([nsw.t-bjty Nfr-jr-kȝ-Rˁ jr.n.f m mnw.f n] ...)
    - la bouche (?) d'Hatnoub ... de Néfer[irka]rê ... (r ḥw.t-nbw h (?) Nfr-[jr-kȝ]-Rˁ ...)
    - Rê dans (le temple solaire) « La place du cœur de Rê » : faire pour lui un contournement (?) ... (Rˁ m St-jb-Rˁ jr.n.f pẖr ḥȝ ...)
    - (le domaine funéraire d') Houni : ... aroure de terre arable (Nsw.t-Ḥwy ȝḥt sṯȝt ...)

  - année du cinquième [recensement] ... » (rnpt zp 5 [ṯnwt] ...)
- seconde « case-année » :
  - « Apparition du roi de Basse et Haute-Égypte ... levant la barque-maâty au coin sud ... [du temple solaire « La place du cœur de Rê »] (ḫˁ(t)-nsw.t-bity ... sˁḥˁ (?) mȝ(ˁ)tj r rsj ... [St-jb-Rˁ])
  - Le roi de Haute et Basse-Égypte Néferirkarê : il a fait en tant que (sa) dotation (pour) : (nsw.t-bity Nfr-jr-kȝ-Rˁ jr.n.f m mnw[.f n])
    - Rê-Horus dans (le temple solaire) « La place du cœur de Rê » : (modèles) en cuivre de huit coudées de longs de la barque du soir et de la barque du matin ... (Rˁ-Ḥr (?) m St-jb-Rˁ ḥmt (?) mḥ 8 msktt mˁnḏ(t) ...)
    - les âmes d'Héliopolis : électrum ... (bȝ.w Jwnw ḏˁm ...)
    - Ptah au sud de son mur : 2+x aroures (de terre arable) ... (Ptḥ rs jnb[.f] sṯȝt 2+x ...)
    - Ouadjet du sud : électrum ... » (Wȝḏ.t rsjt ḏˁm ...)

### FragmentIdu Caire - recto
Le fragment I du Caire, de par les informations présentes sur lui, peut être placé avec certitude à une certaine distance à gauche du fragment de Palerme. Les registres se lisant de droite à gauche, pour un registre donné du recto, les informations présentes sur le fragment de Palerme sont antérieures aux informations présentes sur le fragment I du Caire. A contrario, pour un registre donné du verso, ce sont les informations du fragment I du Caire qui sont antérieures.
Concernant le premier registre, la partie supérieure étant complètement détruite, il ne reste que dix figures de rois, dont les sept premières portent la double couronne pschent, symbole du pays unifié. Les trois autres figures étant fragmentaires, la couronne n'est plus présente ; cependant, leur position postérieure par rapport aux sept autres figures invite à penser qu'elles devaient être coiffées également du pschent. Ainsi, la figure royale est passée de la couronne rouge, attestée sur le fragment de Palerme, à la double couronne entre ces deux fragments.
La partie du deuxième registre restant sur le fragment est entièrement dédiée au règne de Djer, comme l'indique la titulature du roi présente dans la partie supérieure du registre (de manière complètement anachronique, la titulature de Djer est complétée par un cartouche à l'intérieur duquel se retrouve le nom Itéti, cartouche que, à l'ordre des hiéroglyphes près, l'on retrouvera dans la liste d'Abydos datée de la XIXe dynastie) ; ce roi était déjà présent sur le même registre du fragment de Palerme. Près de neuf « cases-années » intactes ou partiellement préservées sont présentes :
- « Suivants d'Horus ; création (d'une statue) d'Anubis ; quatre coudées ... paumes » (Šms-Ḥr ; mst Jnpw ; mḥ 4 šsp ...),
- « Contournement des Deux Pays ; fête-desher ; sept coudées ... » (pẖr Tȝ.wy ; ḥb-dšr ; mḥ 7...),
- « Suivants d'Horus ; création (d'une statue) ... de Thot ; sept coudées ... » (Šms-Ḥr ; mst ... Ḏḥwty ; mḥ 7...),
- « Plannification (?) (du bâtiment) « Compagnon des dieux » ; fête de Sokar (?) ; quatre coudées » (ḥȝ smr-nṯr.w ; ḥb-Skr (?) ; mḥ 4),
- « Suivants d'Horus ; frapper (le pays de) Setjet ; quatre coudées » (Šms-Ḥr ; mst sqr Sṯt ; mḥ 4),
- « Apparition du roi en tant que nésout ; création (d'une statue) de Ha ; quatre coudées » (ḫˁ(t)-nsw.t ; mst Ḥȝ ; mḥ 4),
- « Suivants d'Horus ; création (d'une statue) de Neith (?) ; trois coudées » (Šms-Ḥr ; mst Nt (?) ; mḥ 3),
- « (Le bâtiment) « Compagnon des dieux » ; fête-desher ; cinq coudées » (smr-nṯr.w ; ḥb-dšr ; mḥ 5),
- « Suivants d'Horus ; création (d'une statue) d'Anubis ; quatre coudées ... » (Šms-Ḥr ; mst Jnpw ; mḥ 4 ...).

La partie du troisième registre restant sur le fragment est pratiquement dédiée qu'au règne de Sémerkhet, avec ses près de huit années et demi, comme l'atteste la titulature présente sur la partie supérieure du registre. La dernière année complète et la dernière année (partagée avec Sémerkhet) de son prédécesseur, Adjib, sont partiellement visibles mais complètement illisibles, tandis que la première année de son successeur, Qâ, est également visible mais cette fois lisible, une deuxième année est partiellement visible mais presque complètement illisible :
- Adjib :
- Sémerkhet :
  - « Apparition du roi de Basse et Haute-Égypte ; unification de la Haute et Basse-Égypte ; contournement du mur ; quatre coudées quatre paumes » (ḫˁ(t)-nsw.t-bity ; smȝ Šmˁ Tȝ-Mḥw ; pẖr ḥȝ jnb ; mḥ 4 šsp 4),
  - « Suivants d'Horus sur la rive ; (course du) taureau Apis ; quatre coudées ... paumes » (Šms-Ḥr ḥr jdb ; (pḥrr) Ḥpw ; mḥ 4 šsp ...),
  - « Apparition du roi en tant que nésout ; création d'un fétiche-imiout ; quatre coudées » (ḫˁ(t)-nsw.t ; mst jmj-wt ; mḥ 4),
  - « Suivants d'Horus ; ... ; quatre coudées » (Šms-Ḥr ; ... ; mḥ 4),
  - « Apparition du roi en tant que nésout ; création (d'une statue) de ... ; ouverture (?) (d'un bâtiment nommé) « Trône d'Horus le harponneur » (?) ; quatre coudées quatre paumes » (ḫˁ(t)-nsw.t ; mst ... ; wpt ḥw.t p-Ḥr-msn (?) ; mḥ 4 šsp 4),
  - « Suivants d'Horus ; création (d'une statue) de Min ; trois coudées quatre paumes » (Šms-Ḥr ; ms(t) Mnw ; mḥ 3 šsp 4),
  - « Apparition du roi de Basse et Haute-Égypte ; fête de Sopdou ; quatre coudées ... » (ḫˁ(t)-nsw.t-bity ; ḥb-Spdw ; mḥ 4 ...),
  - « Suivants d'Horus ; ... ; quatre coudées deux paumes » (Šms-Ḥr ; ... ; mḥ 4 šsp 2),
  - « Apparition du roi de Basse et Haute-Égypte ; création (d'une statue) de ... ; quatre coudées » (ḫˁ(t)-nsw.t-bity ; mst ... ; mḥ 4),
- Qâ :
  - « Apparition du roi de Basse et Haute-Égypte ; unification de la Haute et Basse-Égypte ; contournement du mur ; trois coudées » (ḫˁ(t)-nsw.t-bity ; smȝ Šmˁ Tȝ-Mḥw ; pẖr ḥȝ jnb ; mḥ 3),
  - « ... ; ... coudées ... » (... ; mḥ ...).

La partie du quatrième registre restant sur le fragment est fortement abrasée : quelques inscriptions sont notées sur les quinze « cases-années » ; on peut noter également un changement de règne entre la neuvième et la dixième « case-année », ainsi que peut-être entre la troisième et la quatrième « case-année », mais Toby Wilkinson ne le note pas, aucune titulature n'étant présente dans la partie supérieure du registre à ce niveau-là. Selon les différentes reconstitutions, le premier règne correspondrait à celui de Nynetjer, déjà présent sur le même registre du fragment de Palerme ; le dernier règne serait celui de Péribsen du fait que les traces de la titulature semble inclure un nom de Seth, or Peribsen est le seul roi ayant porté un nom de Seth. La reconstitution de Toby Wilkinson est donc la suivante :
- Nynetjer :
  - « Apparition du roi de Basse et Haute-Égypte ; création (d'une statue) d'Anubis ; ... » (ḫˁ(t)-nsw.t-bity ; mst Jnpw ; ...),
  - « ... ; création (d'un bâtiment) ...-Seth ; ... » (... ; [ms]t ...-Stẖ ; ...),
  - « ... domaine (?) de Seth ; ... » (... ḥw.t (?) Stẖ ; ...),
  - « ... ; quatre (?) [coudées] deux (?) [paumes] » (... ; [mḥ] 4 (?) [šsp] 2 (?)),
- Péribsen :

La partie du cinquième registre restant sur le fragment est fortement abrasée : quelques inscriptions sont notées sur les treize « cases-années » ; on peut noter également un changement de règne entre la dixième et la onzième « case-année » et peut-être un changement de règne entre la troisième et la quatrième « case-année », bien que tous les chercheurs ne la reconnaissent pas. Du fait de l'absence de titulature dans la partie supérieure du registre au dessus des dix premières « cases-années » et la présence d'une titulature illisible serrée dans l'espace au-dessus des trois dernières « cases-années », il en a été déduit que le premier règne devait correspondre au règne de Djéser, déjà présent sur le même registre sur le fragment de Palerme, tandis que le second règne correspond à son successeur qui est identifié tantôt comme Sanakht tantôt comme Sekhemkhet selon les chercheurs ; le règne suivant, si jamais il est représenté, correspondrait au règne de Sanakht, Sekhemkhet ou Khaba. La reconstitution de Toby Wilkinson est donc la suivante :
- Djéser :
  - « Suivants d'Horus ; ... » (Šms-Ḥr ; ...),
  - « Apparition du roi de Basse et Haute-Égypte ; création (d'une statue) d'Anubis ; ... » (ḫˁ(t)-nsw.t-bity ; mst Jnpw ; ...),
- deuxième règne :
- troisième règne :

La partie du sixième registre restant sur le fragment est complètement illisible ; cependant, la position des fragments permet de déduire que cette partie correspondrait au règne de Snéfrou. Quant au septième registre, quelques inscriptions restent permettant d'attribuer cette partie à Khéops :
- « ... Khoufou ; ... ensemble avec ses villes ... » (... [Ḫw]fw ; ... ḥnˁ njwwt.f ...)[38].

### FragmentIdu Caire - verso
Tout comme le recto, le verso du fragment est fortement abrasé. Ainsi, près de trois registres sont visibles, mais le premier est complètement illisible, mais la position du fragment permet de supposer qu'il s'agissait d'une portion dédiée à Mykérinos. Quant aux deux autres registres, seules deux « cases-années » sont partiellement préservées pour chacun d'entre eux. Pour le deuxième registre, attribué à Ouserkaf, la reconstitution de Toby Wilkinson est la suivante :
- « ... (et) trois cents-trois prisonniers (?) ont été emmenés pour (la pyramide) « Les places d'Ouserkaf sont pures » (avec ?) soixante-dix femmes (?) du pays des collines ; année après le premier recensement du bétail ; ... » (...t ȝḥt (?) tp-ḥtp (?) ... 303 jn(w).n.sn n Wsr-kȝ.f-wˁb-swt ḫȝst (?) st (?) 70 ; rnpt m-ḫt zp tpj ṯnwt ; ...),
- pour la deuxième « case-année » :
  - « Le roi de Haute et Basse-Égypte Ouserkaf : il a fait en tant que sa dotation pour : (nsw.t-bjty Wsr-kȝ.f jr.n.f m mnw.f n)
    - le temple ... (ḥw.t-nṯr ...)
    - les âmes d'Héliopolis : établissant pour elles des offrances divines : 4252 + x/4255 offrandes de pain et de bière, 43 bestiaux ..., 133 volailles ..., à la première occasion de la fête (?) du Nouvel An (?) ... et à toutes les suivantes (?) (bȝ.w Jwnw smnt n.sn ḥtpt-nṯr t ḥnqt 4252 + x/4255 kȝ 43 ... ȝpd 133 ... m zp tpj n ḥb-rnpt (?) n ḥb-rnpt nbt m ȝwt ḏt)
    - Rê : quarante-quatre aroures de terre arable ( Rˁ ȝḥt sṯȝt 44 ...)
    - Hathor (?) : vingt-trois aroures (de terre arable) ... devant (?) (la pyramide) « Les places d'Ouserkaf sont pures » ; le suivant ... (Ḥw.t-Ḥr (?) (ȝḥt sṯȝt) 23 ... nt-ḫnt (?) Wsr-kȝ.f-wˁb-swt ; šms ...)

  - deux coudées deux paumes trois doigts » (mḥ 2 šsp 2 ḏbˁ.w)

Pour le troisième registre, attribué à Sahourê, la reconstitution de Toby Wilkinson est la suivante :
- « sa bouche (?) en tant que ... [ouverture ?] de la bouche ... six images de Sahourê ... la première occasion (de) publié (?) l'inventaire de la « Maison d'Horus et de Seth » ; l'année du contournement ... » (ȝbd (?) m ... n r(ȝ) ... twt Sȝḥw-Rˁ 6 ... zp tpj ẖr-ˁt (?) gm(t) pr-Ḥr-Stẖ ; rnpt pẖr),
- « Le roi de Haute et Basse-Égypte Sahourê : il a fait en tant que sa dotation pour : son père (?) ... » (nsw.t-bjty Sȝḥw-Rˁ jr.n.f m mnw.f n (j)t.f (?) ...).

### FragmentIIdu Caire
Ce fragment n'est préservé que sur une face, dont les informations données par les inscriptions restantes permettent de placer au niveau du bas du recto, à droite du fragment I du Caire. En effet, le nom de Khéops est inscrit sur le registre supérieur. Du fait de la position hypothétique du fragment sur la stèle initiale, il est probable que le registre supérieur, le septième, appartienne au début du règne de Khéops tandis que le registre inférieur, le huitième donc, appartienne soit à Khéops, soit à son fils et successeur Djédefrê :
Sur le registre supérieur, une seule « case-année » est partiellement préservée :
- « ... 14 ; aimé de Khoufou[note 3]... 100 coudées (?) ... ; 3(+x) coudées six paumes trois doigts » (... 14 ; [Ḫw]fw mry ... mḥ (?) 100 ... ; mḥ 3(+x) šsp 6 ḏbˁw).

Sur le registre supérieur, deux « cases-années » sont partiellement préservées :
- « Construction (?) ... établi pour la (fête ?)-Sed ; création (et célébration de la cérémonie d') « ouverture de la bouche » pour (une statue de) « Horus des dieux » (?) et Khnoum (?) » (ḫwz (?) ... smnt n (ḥb- ?)sd ; ms(t) wp-r(ȝ) Ḥr-nṯr.w ... H̱nmw (?) ...),
- « Apparition du roi en tant que nésout ... suivants d'Horus (?) ... » (ḫˁ(t)-nsw.t ... Šms-Ḥr (?) ... rnw ...).

### FragmentIIIdu Caire
Ce fragment n'est préservé que sur une face, dont les informations données par les inscriptions restantes permettent de placer au niveau du bas du recto du fragment I du Caire, en correspondance directe avec les inscriptions du septième registre de ce fragment. Deux registres sont patiellement présents, avec le nom de Djédefrê inscrit sur celui du bas. Du fait de la largeur des colonnes et de la position hypothétique du fragment sur la stèle initiale, il est probable que le registre supérieur, le septième, appartienne au début du règne de Khéops tandis que le registre inférieur, le huitième donc, appartienne au règne de Djédefrê.
Sur le registre supérieur, une seule « case-année » est partiellement préservée :
- « ... ; trois coudées » (... ; mḥ 3).

Sur le registre inférieur, une seule « case-année » est partiellement préservée :
- « ... année (?) 20 1(+x) mois (?) : le scelleur royal et scribe de dieu ... (de) 20 coudées et deux doigts (un bloc de) granit pour la chambre funéraire royale ; le roi de Haute et Basse-Égypte Djedefrê : il a fait en tant que (sa) dotation pour [sa mère] Bastet : ... » (... 20 ȝbd (?) 1(+x) ḫtmw-bjty zš-nṯr.w ... mḥ 20 ḏbˁtj mȝṯ m ḥw.t-nbw (?) ; nsw.t-bjty Ḏd.f-Rˁ jr.n.f m mn(w).f n [mw.t.f] Bȝst ... m ...).

### FragmentIVdu Caire
Ce fragment n'est préservé que sur une face, dont les informations données par les inscriptions restantes permettent de placer au niveau du bas du recto, à droite du fragment de Palerme. Trois registres sont partiellement préservés, qui semblent être les sixième (Snéfrou), septième (Snéfrou) et huitième (Khéops ?) registres de la stèle initiale.
Sur le registre supérieur, deux « cases-années » sont partiellement préservées :
- « ... sa chapelle (?) ... le domaine de Snéfrou : palmiers-dattiers (?) ... argent et lapis-lazuli ; deuxième recensement (du cheptel) ; trois coudées » (... ḥw.t.f... pr Snfrw bn(r)wt ... ḥḏ ḫsbḏ ; zp 2 ṯnwt ; mḥ 3),
- « ... le per-our ... le per-nou, le sanctuaire-sénout ... (la statue nommée) « Nebmaât[note 4]... » ; trois coudées cinq paumes » ( ... pr-wr ... pr-nw snwt ... Nb-Mȝˁ.t (statue du roi) ... ; mḥ 3 šsp 5).

Sur le registre intermédiaire, une seule « case-année » est partiellement préservée :
- « Apparition du roi en tant que nésout ; quatrième course du taureau Apis ; création (d'une statue de) l'Horus Nebmaât[note 4] ; ... qui a été rapporté de Libye : 1 100 captifs vivants (et) 23 000 têtes de petit bétail ; ... Ita (?) ... ; ... [coudées] deux paumes » (ḫw (?) ḫˁ(t)-nsw.t ; zp 4 pḥrr Ḥpw ; ms ... (serekh + statue du roi avec la couronne blanche) ; ... jnw m Ṯḥnw sqr(w)-ˁnḫ 1 100 ˁwt 23 000 ... (cartouche ?) ... ; [mḥ] ... šsp 2).

Sur le registre inférieur, une seule « case-année » est partiellement préservée :
- « ... il a fait en tant que (son monument pour) ... : fabrication (en) lapis-lazuli (de) ... en tant que son monument (pour) ... son entièreté ... inventaire (?) ... » (... w ... jr.n.f m m[nw.f n] ... jr ḫsbḏ ... m mn(w).f ... ḏr.f ... gm(t?) ...).

### FragmentVdu Caire
Ce fragment n'est préservé que sur une face, laquelle, du fait des inscriptions, ne peut être que le recto. En effet, une partie des inscriptions de deux registres est préservée, avec le début de la titulature de Den inscrite dans la partie supérieure du registre inférieur. Cette information permet de placer sans aucun doute ce fragment à droite du fragment de Palerme, le registre supérieur correspondant alors au règne d'Âha sur le deuxième registre de la stèle initiale, le registre inférieur correspondant au règne de Den sur le troisième registre de la stèle.
Sur le registre supérieur, il ne reste que le bas de trois « cases-années » du règne d'Âha :
- « ... ; création (d'une statue) d'Anubis » (... ; mst Jnpw),
- « ... le taureau (?) » (... t kȝ (?)),
- « ... ; création (d'une statue) d'Anubis » (... ; mst Jnpw).

Sur le registre inférieur, il reste les inscriptions, partielles ou complètes, de cinq « cases-années » u règne de Den :
- « [Création (d'une image) de ?] Hedj-Our » ([mst ?] Ḥḏ-wr ...),
- « Frapper les gens de Setjet ; cinq coudées » (sqr Sṯt ; mḥ 5),
- « Création d'un fétiche-imiout (dans ?) le sanctuaire-sénout ; 1(+x) coudées » (mst jmj-wt snwt ; mḥ 1(+x)),
- « Frapper le peuple Ioutiou ; six coudées une paume deux doigts » (sqr Jwtj(w) ; mḥ 6 šsp 1 ḏb.wyˁ),
- « Plannification (?) (du bâtiment) Semer-Netjerou (« Compagnon des dieux ») ; fête de Sokar (?) ; ... coudées ... » (ḥȝ smr-nṯr.w ; ḥb-Skr (?) ; mḥ ...).

### Fragment de Londres
De tous les petits fragments, le fragment de Londres est le seul à conserver des inscriptions sur les deux faces. Si la quantité d'inscriptions encore présentes (sur le recto : deux registres, avec une partie de quatre « cases-années » pour le registre supérieur et le haut d'une « case-année » du registre inférieur ; sur le verso : une partie d'une « case-année ») ne permet pas de déterminer avec certitude l'emplacement de ce fragment par rapport aux deux principaux fragments, la largeur des colonnes permet toutefois de supposer que le registre supérieur correspond à la fin de la IIe dynastie ou à la IIIe dynastie, mais la mention d'un recensement tend à privilégier la IIe dynastie car il semble que ce système, s'il avait peut-être toujours lieu sous les rois de la IIIe dynastie, ne semble plus être utilisé comme moyen de datation et les recensements n'apparaissent pas dans les « cases-années » de ses rois inscrites sur les fragments de Palerme et no I du Caire. Selon les hypothèses précédentes, alors le fragment serait à placer à droite du fragment de Palerme, au niveau des cinquième et sixième registres. Si la position de fin de la IIe dynastie est correcte, alors le registre inférieur du recto correspond au règne de Snéfrou de la IVe dynastie. Enfin, pour le verso, suivant les hypothèses précédentes, le reste des inscriptions devrait correspondre au début du règne de Néferirkarê Kakaï, peut-être la deuxième année du règne.
Sur le registre supérieur du recto, qui correspondrait au règne de Khâsekhemouy selon Toby Wilkinson, les inscriptions indiquent ceci :
- « Première [occasion du] (recensement de ?) l'or ... » ([zp] tpj ... nw ... t ... nbw ...),
- « (Suivants d'Horus ?) ; deuxième recensement (du cheptel) ; trois coudées six paumes deux doigts » ((Šms-Ḥr ?) ; zp 2 ṯnwt ; mḥ 3 šsp 6 ḏbˁ.wy),
- « ... du peuple ; trois coudées une paume » (... rḥjt ; mḥ 3 šsp 1),
- « ... troisième [recensement (du cheptel)] ; une coudée ... » (... [zp] 3 [ṯnwt] ; mḥ 1 ...).

Sur le registre inférieur du verso, qui correspondrait au règne de Snéfrou selon Toby Wilkinson, les inscriptions indiquent ceci :
- « ... ; Visite ... » (... ; ˁḥˁ ...).

Sur verso, qui correspondrait au règne de Néferirkarê Kakaï selon Toby Wilkinson, les inscriptions indiquent ceci :
- « ... 10(+x) aroures de terre arable ... » (... [ḥ]t mḥ (?) ... 10(+x) ȝ(ḥ)t sṯȝt ḫȝ ...).